# 575108 Doyrantsi
575108 Doyrantsi è un asteroide della fascia principale. Scoperto nel 2005, presenta un'orbita caratterizzata da un semiasse maggiore pari a 3,9640506 au e da un'eccentricità di 0,1419193, inclinata di 3,45241° rispetto all'eclittica.